# الرحبة (تريم)

تعديل مصدري - تعديل

الرحبة هي إحدى قرى عزلة تريم بمديرية تريم التابعة لمحافظة حضرموت، بلغ تعداد سكانها 1678 نسمة حسب تعداد اليمن لعام 2004.